# Wilton (Califòrnia)
Wilton és una concentració de població designada pel cens dels Estats Units a l'estat de Califòrnia. Segons el cens del 2000 tenia 4.551 habitants.

## Demografia
Segons el cens del 2000, Wilton tenia 4.551 habitants, 1.519 habitatges, i 1.277 famílies. La densitat de població era de 59,3 habitants/km².
Dels 1.519 habitatges en un 33,6% hi vivien nens de menys de 18 anys, en un 74,6% hi vivien parelles casades, en un 6,2% dones solteres, i en un 15,9% no eren unitats familiars. En l'11,3% dels habitatges hi vivien persones soles el 4,3% de les quals corresponia a persones de 65 anys o més que vivien soles. El nombre mitjà de persones vivint en cada habitatge era de 2,97 i el nombre mitjà de persones que vivien en cada família era de 3,2.
Per edats la població es repartia de la següent manera: un 26% tenia menys de 18 anys, un 6,1% entre 18 i 24, un 24,1% entre 25 i 44, un 32,2% de 45 a 60 i un 11,6% 65 anys o més.
L'edat mediana era de 42 anys. Per cada 100 dones de 18 o més anys hi havia 102,9 homes.
La renda mediana per habitatge era de 68.774 $ i la renda mediana per família de 76.111 $. Els homes tenien una renda mediana de 54.028 $ mentre que les dones 40.650 $. La renda per capita de la població era de 28.568 $. Entorn del 2,8% de les famílies i el 3,9% de la població estaven per davall del llindar de pobresa.

## Poblacions més properes
El següent diagrama mostra les poblacions més properes.